# Augochlora thalia
Augochlora thalia är en biart som beskrevs av Smith 1879. Augochlora thalia ingår i släktet Augochlora och familjen vägbin. Inga underarter finns listade.